# Dichrorampha klimeschiana
Dichrorampha klimeschiana is een vlinder uit de familie bladrollers (Tortricidae). De wetenschappelijke naam is voor het eerst geldig gepubliceerd in 1955 door Toll.
De soort komt voor in Europa.